# Emi Yamamoto
Emi Yamamoto (山本 絵美?, Yamamoto Emi; Miura, 9 marzo 1982) è una calciatrice giapponese, centrocampista e capitano del Chifure Elfen Saitama.

## Carriera

### Club
Dopo dieci anni in Giappone, scanditi da 57 reti in 126 presenze, si è trasferita negli Stati Uniti d'America, giocando nella Women's Premier Soccer League, e vestendo le maglie del Red Eleven di Chicago, dei Pali Blues di Los Angeles e, soprattutto, del Laramie County, con la cui maglia ha segnato 30 reti in 43 presenze.
Il 20 dicembre 2012 viene annunciato il suo trasferimento in Italia, nelle file del Napoli, con il quale trova il gol due giorni dopo, all'esordio contro la Lazio. Segna la sua prima doppietta in Italia il 12 gennaio 2013 contro il Grifo Perugia. Condivide con le compagne il miglior risultato sportivo della società, il quinto posto in campionato, tuttavia al termine della stagione 2012-2013 decide di lasciare la società partenopea con un tabellino personale di 9 reti, terza marcatrice del Napoli dopo Valentina Giacinti (17) e Valeria Pirone (12).
Tornata in Giappone, dall'inizio del 2014 sottoscrive un contratto con l'allora Yokohama FC Seagulls, squadra iscritta alla divisione 2 del campionato regionale di Kantō (4º livello del campionato giapponese) dove prosegue l'attività agonistica affiancandola a quella di allenatore. Alla sua prima stagione di ritorno in patria contribuisce alla promozione in Challenge League e in quella successiva condivide la conquista del primo posto e della conseguente promozione in Nadeshiko League Division 2.
Sempre nel ruolo di giocatore/allenatore continua a indossare la maglia della società di Yokohama anche dopo il campbio della denominazione della squadra, dal 2016 iscritta al campionato come Nippatsu Yokohama FC Seagulls.

### Nazionale
Ha fatto parte della Nazionale giapponese, con la quale ha collezionato 24 presenze in gare ufficiali e segnato 5 reti. Con la Nazionale Olimpica del Giappone alle Olimpiadi di Atene 2004 ha giocato da titolare e segnato una rete contro gli Stati Uniti nei quarti di finale.

## Statistiche

### Presenze e reti nei club
Aggiornato al 24 febbraio 2013.
| Stagione                | Squadra                 | Campionato              | Campionato | Campionato | Coppe nazionali | Coppe nazionali | Coppe nazionali | Totale | Totale |
| Stagione                | Squadra                 | Comp                    | Pres       | Reti       | Comp            | Pres            | Reti            | Pres   | Reti   |
| ----------------------- | ----------------------- | ----------------------- | ---------- | ---------- | --------------- | --------------- | --------------- | ------ | ------ |
| 2000-2001               | FC Perure Tasaki        | L1                      | 10         | 7          | -               | -               | -               | 10     | 7      |
| 2001-2002               | FC Perure Tasaki        | L1                      | 13         | 3          | -               | -               | -               | 13     | 3      |
| 2002-2003               | FC Perure Tasaki        | L1                      | 10         | 5          | -               | -               | -               | 10     | 5      |
| 2003-2004               | FC Perure Tasaki        | L1                      | 20         | 17         | -               | -               | -               | 20     | 17     |
| 2004-2005               | FC Perure Tasaki        | L1                      | 14         | 3          | -               | -               | -               | 14     | 3      |
| 2005-2006               | FC Perure Tasaki        | L1                      | 21         | 13         | -               | -               | -               | 21     | 13     |
| 2006-2007               | FC Perure Tasaki        | L1                      | 17         | 3          | -               | -               | -               | 17     | 3      |
| 2007-2008               | FC Perure Tasaki        | L1                      | 21         | 6          | -               | -               | -               | 21     | 6      |
| Totale FC Perure Tasaki | Totale FC Perure Tasaki | Totale FC Perure Tasaki | 126        | 57         |                 | -               | -               | 126    | 57     |
| 2008                    | Chicago Red Eleven      | WPSL                    | 4          | 0          | -               | -               | -               | 4      | 0      |
| 2009                    | Laramie County          | NJCAA                   | 18         | 13         | -               | -               | -               | 18     | 13     |
| 2010                    | Pali Blues              | WPSL                    | 2          | 0          | -               | -               | -               | 2      | 0      |
| 2011                    | Laramie County          | NJCAA                   | 25         | 17         | -               | -               | -               | 25     | 17     |
| Totale Laramie County   | Totale Laramie County   | Totale Laramie County   | 43         | 30         |                 | -               | -               | 43     | 30     |
| 2012-2013               | Napoli                  | Serie A                 | 18         | 9          | CI              | 0               | 0               | 18     | 9      |
| Totale carriera         | Totale carriera         | Totale carriera         | 193        | 96         |                 | -               | -               | 193    | 96     |

### Cronologia presenze e reti in nazionale
| Cronologia completa delle presenze e delle reti in nazionale ― Giappone | Cronologia completa delle presenze e delle reti in nazionale ― Giappone | Cronologia completa delle presenze e delle reti in nazionale ― Giappone | Cronologia completa delle presenze e delle reti in nazionale ― Giappone | Cronologia completa delle presenze e delle reti in nazionale ― Giappone | Cronologia completa delle presenze e delle reti in nazionale ― Giappone | Cronologia completa delle presenze e delle reti in nazionale ― Giappone | Cronologia completa delle presenze e delle reti in nazionale ― Giappone |
| Data                                                                    | Città                                                                   | In casa                                                                 | Risultato                                                               | Ospiti                                                                  | Competizione                                                            | Reti                                                                    | Note                                                                    |
| ----------------------------------------------------------------------- | ----------------------------------------------------------------------- | ----------------------------------------------------------------------- | ----------------------------------------------------------------------- | ----------------------------------------------------------------------- | ----------------------------------------------------------------------- | ----------------------------------------------------------------------- | ----------------------------------------------------------------------- |
| 12-1-2003                                                               | San Diego                                                               | Giappone                                                                | 0 – 0                                                                   | Stati Uniti                                                             | Amichevole                                                              | -                                                                       |                                                                         |
| 19-3-2003                                                               | Bangkok                                                                 | Giappone                                                                | 9 – 0                                                                   | Thailandia                                                              | Amichevole                                                              | -                                                                       |                                                                         |
| 9-6-2003                                                                | Bangkok                                                                 | Giappone                                                                | 15 – 0                                                                  | Filippine                                                               | Coppa d'Asia 2003                                                       | -                                                                       |                                                                         |
| 13-6-2003                                                               | Bangkok                                                                 | Giappone                                                                | 7 – 0                                                                   | Birmania                                                                | Coppa d'Asia 2003                                                       | -                                                                       |                                                                         |
| 15-6-2003                                                               | Bangkok                                                                 | Giappone                                                                | 5 – 0                                                                   | Taipei cinese                                                           | Coppa d'Asia 2003                                                       | -                                                                       |                                                                         |
| 19-6-2003                                                               | Bangkok                                                                 | Giappone                                                                | 0 – 3                                                                   | Corea del Nord                                                          | Coppa d'Asia 2003                                                       | -                                                                       |                                                                         |
| 21-6-2003                                                               | Bangkok                                                                 | Giappone                                                                | 0 – 1                                                                   | Corea del Sud                                                           | Coppa d'Asia 2003                                                       | -                                                                       |                                                                         |
| 5-7-2003                                                                | Città del Messico                                                       | Giappone                                                                | 2 – 2                                                                   | Messico                                                                 | Qual. Mondiali 2003                                                     | -                                                                       |                                                                         |
| 12-7-2003                                                               | Tokyo                                                                   | Giappone                                                                | 2 – 0                                                                   | Messico                                                                 | Qual. Mondiali 2003                                                     | -                                                                       |                                                                         |
| 22-7-2003                                                               | Sendai                                                                  | Giappone                                                                | 5 – 0                                                                   | Corea del Sud                                                           | Tournament of 3 Nations                                                 | -                                                                       |                                                                         |
| 27-7-2003                                                               | Sendai                                                                  | Giappone                                                                | 0 – 0                                                                   | Australia                                                               | Tournament of 3 Nations                                                 | -                                                                       |                                                                         |
| 21-9-2003                                                               | Columbus                                                                | Giappone                                                                | 6 – 0                                                                   | Argentina                                                               | Mondiali 2003                                                           | 1                                                                       |                                                                         |
| 25-9-2003                                                               | Columbus                                                                | Giappone                                                                | 0 – 3                                                                   | Germania                                                                | Mondiali 2003                                                           | -                                                                       |                                                                         |
| 27-9-2003                                                               | Boston                                                                  | Giappone                                                                | 1 – 3                                                                   | Canada                                                                  | Mondiali 2003                                                           | -                                                                       |                                                                         |
| 18-4-2004                                                               | Tokyo                                                                   | Giappone                                                                | 7 – 0                                                                   | Vietnam                                                                 | Qual. Olimpiadi                                                         | 1                                                                       |                                                                         |
| 22-4-2004                                                               | Tokyo                                                                   | Giappone                                                                | 6 – 0                                                                   | Thailandia                                                              | Qual. Olimpiadi                                                         | 1                                                                       |                                                                         |
| 24-4-2004                                                               | Tokyo                                                                   | Giappone                                                                | 3 – 0                                                                   | Corea del Nord                                                          | Qual. Olimpiadi                                                         | -                                                                       |                                                                         |
| 26-4-2004                                                               | Hiroshima                                                               | Giappone                                                                | 0 – 1                                                                   | Cina                                                                    | Qual. Olimpiadi                                                         | -                                                                       |                                                                         |
| 6-6-2004                                                                | Louisville                                                              | Giappone                                                                | 1 – 1                                                                   | Stati Uniti                                                             | Amichevole                                                              | -                                                                       |                                                                         |
| 6-8-2004                                                                | Zeist                                                                   | Giappone                                                                | 2 – 0                                                                   | Paesi Bassi                                                             | Amichevole                                                              | -                                                                       |                                                                         |
| 14-8-2004                                                               | Atene                                                                   | Giappone                                                                | 0 – 1                                                                   | Nigeria                                                                 | Olimpiadi 2004                                                          | -                                                                       |                                                                         |
| 20-8-2004                                                               | Salonicco                                                               | Giappone                                                                | 1 – 2                                                                   | Stati Uniti                                                             | Olimpiadi 2004                                                          | 1                                                                       |                                                                         |
| Totale                                                                  |                                                                         | Presenze                                                                | 22                                                                      |                                                                         | Reti                                                                    | 4                                                                       |                                                                         |